# Benjamin Franklin Loomis

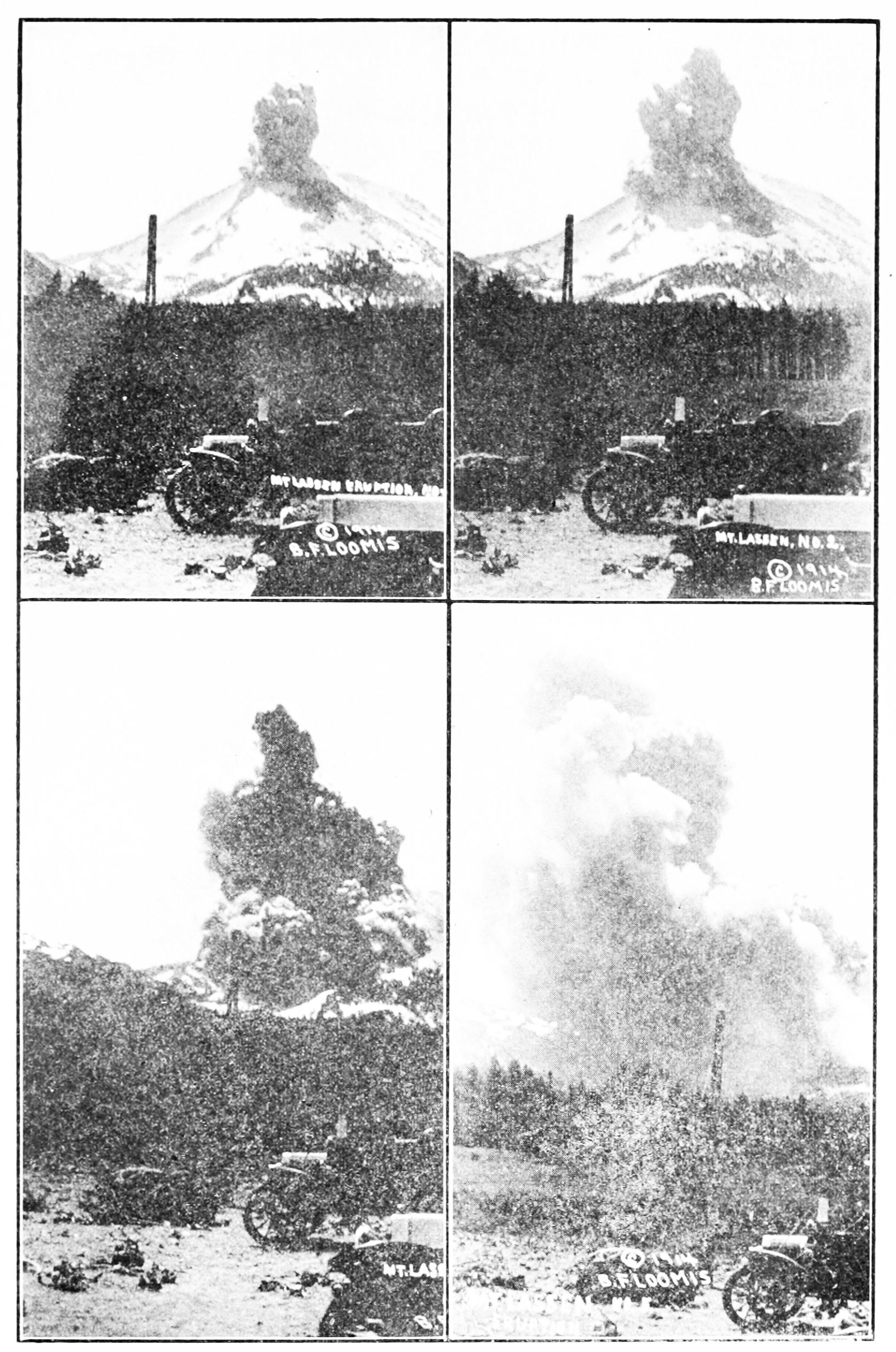
Foto's van de uitbarsting van Lassen Peak op 14 juni 1914, genomen door B.F. Loomis en zijn echtgenote

Benjamin Franklin Loomis (21 maart 1857 – 1935) was een Amerikaans amateurfotograaf die de uitbarstingen van Lassen Peak, een kegelvulkaan in Noord-Californië, in de jaren 1910 vastlegde. Loomis heeft een cruciale rol gespeeld in het tot stand komen van Lassen Volcanic National Park in 1916, enerzijds door de verspreiding van zijn foto's, anderzijds door land rond Manzanita Lake aan de bevoegdheden te schenken.
In 1927 bouwden B.F. Loomis en zijn vrouw Estella het Mae Loomis Memorial Museum nabij Manzanita Lake, genoemd naar hun overleden dochtertje. Ze schonken het Loomis Museum en het omliggende land in 1929 aan het nationaal park. Tegenwoordig huisvest het gebouwtje een bezoekerscentrum en tentoonstelling gewijd aan Loomis' foto's van de uitbarstingen.